# Cambra apostòlica

Pavelló pontifici

La Cambra apostòlica és una institució del Vaticà encarregada des del segle XI de l'administració financera i que es va convertir el segle XIX en un tribunal per a l'Estat pontifici. Al capdavant hi ha el cardenal camarlenc de la Santa Església romana, amb la col·laboració del prelat vice-camarlenc i altres prelats de la Cambra. Aquest servei de la Cúria Pontifícia s'encarrega des del papa Pius X dels béns i drets temporals de la Santa Seu, que exerceix sobretot les seves funcions durant la vacant de la Seu apostòlica, d'acord amb la constitució apostòlica Universi Dominici Gregis relativa a la vacant de la Santa Seu i a l'elecció del Sobirà pontífex.

## Funcions

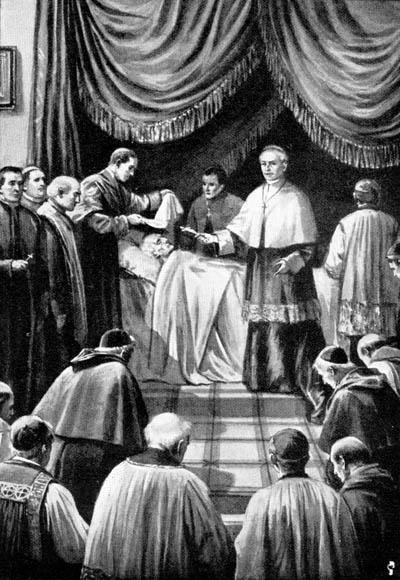
Constatació de la defunció de Lleó XIII

Els prelats clergues i el secretari i canceller de la Cambra apostòlica presencien la constatació oficial pel camarlenc de la defunció del papa, el secretari i canceller redacten l'acta de defunció.
Després de la inhumació del papa, un delegat del cardenal camarlenc redacta un protocol d'aquesta inhumació, en presència dels membres de la Cambra apostòlica.
Toca a continuació al camarlenc, durant la Seu vacant, de vetllar per l'administració dels béns i dels drets temporals de la Santa Seu, amb l'ajut de les tres cardenals ajudants, després d'haver obtingut, una vegada per a les qüestions menys importants i cada vegada per a les més greus, el vot del Col·legi dels Cardenals.
El camarlenc o el seu delegat té sobretot el dret i el deure de demanar a totes les administracions depenent de la Santa Seu els informes sobre la seva situació patrimonial i econòmica i les informacions sobre els afers extraordinaris en curs, i d'altra part obtenir de la prefectura per als afers econòmics el balanç general de les despeses de l'any precedent i el pressupost provisional de l'any següent. Aquests informes són subjectes al Col·legi Cardenalici.

## Heràldica
L'escut de la Reverenda Cambra apostòlica, que es veu en diferents llocs de Roma adjunts als murs, són d'atzur, amb les tres inicials RCA d'or.